# Wilhelm Eske
Wilhelm Eske (* 28. Februar 1883 in Dinslaken; † 17. April 1968 ebenda) war ein deutscher Kommunalpolitiker und ehrenamtlicher Landrat (SPD).

## Leben und Beruf
Nach dem Schulbesuch war er bei der Gewerkschaft Deutscher Kaiser, einem Steinkohlen-Bergwerk in Duisburg-Hamborn, als Werkmeister beschäftigt. Von 1922 bis 1933 war er Beigeordneter bei der Stadt Dinslaken. 1933 wurde Eske verhaftet, bis 1934 inhaftiert und anschließend aus dem Landkreis Dinslaken ausgewiesen. Er übersiedelte nach Köln und kam 1948 nach Dinslaken zurück.
Er war verheiratet und hatte ein Kind.

## Abgeordneter
Dem Kreistag des ehemaligen Landkreises Dinslaken gehörte er von 1948 bis 1961 an. Im Stadtrat der Stadt Dinslaken war Eske von 1951 bis 1961 vertreten.

## Öffentliche Ämter
Vom 4. November 1948 bis zum 30. November 1949 und vom 20. November 1958 bis zum 6. April 1961 war er Landrat des Landkreises Dinslaken.
Eske war in verschiedenen Gremien des Landkreistages Nordrhein-Westfalen tätig.

## Sonstiges
Am 28. Februar 1958 wurde Eske das Bundesverdienstkreuz am Bande und am 23. Juli 1961 das Bundesverdienstkreuz I. Klasse verliehen. 